# Время приключений: Фионна и Пирожок
«Время приключений: Фионна и Пирожок» (англ. Adventure Time: Fionna & Cake; другой вариант перевода — «Фиона и Кейк») — американский мультсериал, являющийся спин-оффом «Времени приключений», премьера которого состоялась на стриминговом сервисе Max 31 августа 2023 года. Сериал повествует о похождениях по мультивселенной Фионны Девчонки и Кошки Пирожка — гендерно изменённых версий Финна Парнишки и Джейка Пса. Исполнительными продюсерами сериала выступили: Адам Муто — шоураннер «Времени приключений» и директор производства «Дальних земель», Фред Сиберт и Сэм Реджистер.

## Сюжет
История начинается в альтернативной реальности без магии, где живёт Фионна, работающая на бесперспективных работах, вместе со своей кошкой Пирожком. Тем временем Саймон Петриков в волшебном мире, в надежде вернуть свою невесту Бетти, проводит особый ритуал, из-за которого Фионна и Пирожок смогли проникнуть в Земли Ууу. В дальнейшем трио начинает путешествовать по мультивселенным, пытаясь спастись от Скарабея, который желает уничтожить главных героев.

## Производство
Идея о Фионне Девчонке и кошке Пирожке возникла в виде набросков ещё во время первых сезонов шоу, когда дизайнер персонажей «Времени приключений» и директор раскадровки Наташа Аллегри (англ. Natasha Allegri) разместила концепты персонажей в сети. Гендерно изменённые версии ключевых персонажей получили большую популярность среди публики, поэтому продюсеры сериала решили включить их в шоу. Впервые они дебютировали в 3-м сезоне в серии «Фионна и Пирожок», над которой работала Аллегри. По сюжету сериала истории о Фионне и Пирожке являются фанфиками Снежного короля, которыми он делится с Финном и Джейком.
При создании спин-оффа сериала производственная группа искала способы сделать персонажей не просто альтернативными версиями Финна и Джейка, а самостоятельными героями, и придумать истории, которые бы не могли произойти с Финном. Финн — самоотверженный и энергичный персонаж, Фионна более обыкновенна и реалистична, поскольку в её мире нет магии и она не имеет навыков бойца. Сценаристы «хотели посмотреть, куда бы отправилась Фионна, если бы она знала об этом волшебном мире из первого сезона, в котором ей было отказано». Оригинальный Джейк — ленивый пес, способный растягивать свое тело, а его альтернативная версия, Пирожок, лишена магических способностей и дебютирует в сериале как обычная домашняя кошка.

## Эпизоды
| №  | Название                       | Ориг. название          | Директор производства | Сценарий и анимация                                                             | дата выхода (2023) |
| -- | ------------------------------ | ----------------------- | --------------------- | ------------------------------------------------------------------------------- | ------------------ |
| 1  | «Фионна Кэмпбелл»              | "Fionna Campbell"       | Райaнн Шэннон         | Ханна К. Найстром, Анна Сивертссон, Джейкоб Уинклер и Хэвон Ли                  | 31 августа         |
| 2  | «Саймон Петриков»              | "Simon Petrikov"        | Стив Вулфхард         | Игги Крэйг, Грэм Фолк, Джим Кэмпбелл и Люсиола Ланги                            | 31 августа         |
| 3  | «Кошка Пирожок»                | "Cake the Cat"          | Райанн Шэннон         | Ханна К. Найстром, Анна Сивертссон, Джейкоб Уинклер, Хэвон Ли и Николь Родригес | 7 сентября         |
| 4  | «Призмо — исполнитель желаний» | "Prismo the Wishmaster" | Стив Вулфхард         | Игги Крэйг, Грэм Фолк, Джим Кэмпбелл и Люсиола Ланги                            | 7 сентября         |
| 5  | «Судьба»                       | "Destiny"               | Райанн Шэннон         | Джейкоб Уинклер, Соня фон Маренсдорфф, Ханна К. Найстром и Анна Сивертссон      | 14 сентября        |
| 6  | «Зимний король»                | "The Winter King"       | Стив Вулфхард         | Джим Кэмпбелл, Люсиола Ланги, Игги Крэйг, Грэм Фолк и Николь Родригес           | 14 сентября        |
| 7  | «Звезда»                       | "The Star"              | Райанн Шэннон         | Игги Крэйг, Грэм Фолк, Джейкоб Уинклер и Соня фон Маренсдорфф                   | 21 сентября        |
| 8  | «Джерри»                       | "Jerry"                 | Стив Вулфхард         | Ханна К. Найстром, Анна Сивертссон, Джим Кэмпбелл и Джеки Файлз                 | 21 сентября        |
| 9  | «Каспер и Нова»                | "Casper & Nova"         | Райанн Шэннон         | Игги Крейг, Грэм Фолк, Джейкоб Уинклер и Соня фон Маренсдорфф                   | 28 сентября        |
| 10 | «Ваше здоровье»                | "Cheers"                | Стив Вулфхард         | Ханна К. Найстром, Анна Сивертссон, Джим Кэмпбелл и Джеки Файлз                 | 28 сентября        |

В декабре 2023 года было объявлено, что сериал продлён на второй сезон

## Актёры озвучивания

### Главные роли
- Мэдлин Мартин — Фионна Кэмпбелл, женская версия Финна
- Роз Райан — Пирожок, домашняя кошка Фионны, женская версия Джейка
- Том Кенни — Саймон Петриков, бывший Снежный Король
- Эндрю Рэннеллз — Гэри Принс, мужская версия принцессы Бубльгум
- Дональд Гловер — Маршалл Ли, мужская версия Марселин
- Шон Рохани — Призмо, властелин желаний
- Кэйли Макки — Скарабей, контроллёр мультивселенных, охотящийся за Фионной и Пирожком[4]

### Второстепенные роли
- Пендлтон Уорд — Эллиз Пи, мужская версия Принцессы Пупырчатого Королевства
- Вико Ортис — Хантер, мужская версия колдуньи-охотницы; Ферн
- Одри Беннет — Астрид, маленькая человеческая девочка, являющаяся огромной фанаткой историй о Фионне и Пирожке
- Джереми Шэйда — Финн Парнишка и Финн из Фермомира
- Джон Ди Маджо — Джейк Пёс
- Хиндн Уолч — Принцесса Бубльгум, Королева Конфет и Бонни
- Оливия Олсон — Марселин и Звезда(вариант Марселин)
- Брайан Дэйвид Гилберт — Зимний Король, альтернативная версия Снежного, который сумел взять безумия короны под контроль
- Рон Перлман — Лич
- Фелиция Дэй — Бетти Гроф, невеста Саймона; ГОЛБ[4]